# Étienne de La Baume (bâtard)
Pour les articles homonymes, voir Baume.
Étienne de La Baume, dit « le bâtard de La Baume », est un seigneur et chevalier, maréchal de Savoie du XVe siècle, issu de la famille de La Baume.

## Biographie

### Origines
Étienne de La Baume est né à une date inconnue, selon l'état de la recherche actuelle. Il est le fils illégitime du chevalier Étienne II de La Baume, grand-maître des arbalétriers du roi de France,. Il appartient ainsi à la famille noble des La Baume, originaire de la Bresse.

### Carrière
Le généalogiste Samuel Guichenon (1650) nous dit qu'Étienne de La Baume était « seigneur de S Denys de Chausson en Bugey et de Chavanes en comté ».
Chevalier, il obtient l'un des premiers seigneurs à obtenir la charge de maréchal de Savoie, aux côtés de Gaspard Ier de Montmayeur, vers 1353 (selon Guichenon), qu'il occupe probablement une vingtaine d'années, voire jusqu'aux années 1380.
Il est le dixième des quinze premiers chevaliers créés de l'Ordre du Collier,, en 1362. Jean-Louis Grillet le mentionne également mais à une date erronée.
En 1366, il est mentionné comme amiral,.
En 1377, il obtient du comte de Savoie le château de Saint-Denis-en-Bugey.
Guichenon le fait tester le 2 décembre 1391, à Lagnieu, et considère qu'il vit encore quelques années. Un autre testament est mentionné en l'année 1402, à Montluel.